# 長崎県立農業大学校
長崎県立農業大学校（ながさきけんりつ のうぎょうだいがっこう、 Nagasaki Agricultural College）は、長崎県諫早市小船越町にある県立の農業大学校（農業改良助長法に基づく農業者研修教育施設）である。

## 概要
所在地
本校　　　〒854-0062 長崎県諫早市小船越町3171番地（北緯32度50分11.6秒 東経130度1分38.0秒 / 北緯32.836556度 東経130.027222度）
畜産学科　〒859-1404 長崎県島原市有明町湯江丁3600
設置学部・学科
- 養成部 - 4学科（野菜学科・花き学科・果樹学科・畜産学科）。全寮制で修業年限は2か年。
- 研究部 - 養成部より高度で専門的な知識と技術の修得を行う。2014年（平成26年）に廃止。
- 研修部 - 農業者、農業指導者、及び他産業経験者・Uターン者・Iターン者・新規学卒者に対し、必要に応じた各種の研修を行う。

校訓
「自律・実践・協調」

## 沿革
- 1914年（大正3年） - 長崎市中川町の農事試験場に「農事練習所」が設置される。
- 1915年（大正4年） - 「甲種・乙種農事練習所」に改称し、甲種は農会その他の技術指導者、乙種は篤農家[1]を養成。
- 1920年（大正9年） - 農事試験場の移転に伴い、北諫早村大字栄田に移転。
- 1922年（大正11年） - 「農事練習所」 改称（再）。
- 1938年（昭和13年） - 「農会技術員養成所」に改称し、農会技術員を養成。
- 1943年（昭和18年） - 「農業技術員養成所」に改称。
- 1949年（昭和24年） - 「長崎県立農業講習所」に改称し、農業改良普及員・篤農家の養成。
- 1961年（昭和36年） - 「長崎県総合農林センター教習部農業講習所」に改称。現在地（小船越町）に移転。
- 1966年（昭和41年） - 「長崎県総合農林センター教習部農業大学校」に改称。
- 1971年（昭和46年） - 長崎県行政機構の改正により、「長崎県立農業大学校」 として独立。
- 1978年（昭和53年） - 「長崎県立農業経営大学校」に改称し、自営者養成を目的とする。
- 1995年（平成7年） - 「長崎県立農業大学校」（現校名）に改称（再）。養成部に4学科（定員70名）、新たに研究部（定員10名）を設置。
- 2014年（平成26年） - 研究部を廃止